# Vasember 2.
A Vasember 2. (eredeti cím: Iron Man 2) 2010-ben bemutatott amerikai szuperhősfilm Jon Favreau rendezésében. Gyártója a Marvel Studios, forgalmazója a Paramount Pictures. Ez a film folytatása a 2008-ban bemutatott Vasember című filmnek, egyúttal a Marvel-moziuniverzum (MCU) harmadik filmje. A forgatókönyvet Justin Theroux írta. A főszerepben Robert Downey Jr., mint a címszereplő Vasember, Gwyneth Paltrow, Don Cheadle, Scarlett Johansson, Sam Rockwell és Mickey Rourke látható.
Amerikai Egyesült Államokban 2010. május 7-én, Magyarországon szinkronizálva 2010. április 29-én mutatták be.

## Cselekmény
Az első film befejezésének idején Moszkvában meghal Anton Vanko, a Stark Industries ARC-reaktorának társalkotója. Fia, Ivan arra készül, hogy bosszút álljon a Starkokon, ezért az apja által ráruházott tudás és annak hátramaradt tervrajzai alapján megépíti a saját mini ARC-reaktorát – hasonlót ahhoz, ami a Vasember páncélt működteti.
Hat hónappal később: Tony Stark a Vasember páncél segítségével sikeresen békét tudott teremteni, majd egy látványos belépővel megnyitja az egy éven át nyitva tartó Stark Expót, ahol a legzseniálisabb elmék mutathatják be találmányaikat. Stark az eseményen rengeteg emberrel találkozik és sok autogramot is ad, ám a kijáratnál egy szövetségi marshall várja egy idézéssel, mely szerint másnap meg kell jelennie Washingtonban. Ugyanis az amerikai kormány fegyvernek tartja a Vasember páncélt és azt akarja, hogy Stark adja át a hadseregnek; ehhez próbálja bevetni a fegyvergyártó Justin Hammert, valamint Tony barátjának, James Rhodes alezredesnek a jelentését. Továbbá képekkel bizonyítják, hogy ellenséges országok is belekezdtek a páncél építésébe, de Tony kezébe véve az irányítást megmutatja, hogy mind az észak-koreai, mind az iráni, mind a Hammer által épített változat katasztrofális. Úgy sejti, hogy évtizedekre lehetnek a páncél megfelelő lemásolásáig – nem sejtve, hogy Ivan Vanko már elkészült a sajátjával, amihez elektromos ostorokat szerelt fegyverként.
Később Stark malibui rezidenciáján kiderül, hogy a páncélt működtető és őt életben tartó ARC-reaktor lassan meg is öli őt: a reaktort működtető palládium ugyanis halálos méreg. Tony egy itallal igyekszik stabilizálni a tüneteket, ám a mérgezés egyre nagyobb, és J.A.R.V.I.S.-szal semmit sem találtak az anyag pótlására. Ezt viszont titkolja alkalmazotta, Pepper Potts előtt, aki számon kéri rajta a Stark Industries elhanyagolását, ugyanis Tonynak nem sok kedve és ideje van rá. Végül úgy dönt, hogy Peppert teszi meg utódjának a cégnél, amit egy bokszedzésen hitelesítenek egy Natalie Rushman nevű jogi alkalmazott jelenlétében. Tonynak rögtön szimpatikus lesz a nő – főleg mikor a ringben kiüti a testőrét, Happyt -, ezért őt akarja az új asszisztensének, Pepper minden tiltakozása ellenére. Később Monacóba mennek, ahol a haldokló Stark úgy dönt, hogy kipróbálja magát a cége által szponzorált versenyautóban. E verseny közben támad rá a pályán Ivan Vanko, ám Pepper és Happy gyorsan ott terem egy aktatáskával, ami valójában egy Vasember páncélt rejt, amivel Tony gyorsan lerendezi Vankót.
A börtönben meglátogatva Ivant kiderül, hogy nem Tony megölése volt a célja: ugyanis támadásával megmutatta a világnak, hogy más is képes páncélt építeni, emiatt a nép Tony ellen fog fordulni, ő pedig ezt örömmel nézi majd a cellájából. Csakhogy nem sokáig kell a cellájában lennie, ugyanis Hammer megrendezi Ivan halálát és megszökteti a börtönből. Hammer azt akarja, hogy Ivan Tony örökségét is elpusztítsa azzal, hogy épít neki egy Vasember sereget, amit a Stark Expón mutatnának be. Ivan belemegy, ám a páncél helyett robotokat készít neki, amivel Hammer nincs túlzottan megelégedve, de beletörődik.
Stark eközben a szülinapi bulijára készül és Natalie tanácsára úgy éli ezt meg, mintha az utolsó lenne: lerészegedik és azt csinál, amit akar. Ezt Rhodey nem nézi jó szemmel, ezért felölt egy Vasember páncélt amivel leállítja barátját, majd a páncélt elviszi az Edwards légibázisra, ahol a hadsereg Hammerrel fegyverezi fel. Másnap reggel az eléggé másnapos Stark találkozik a S.H.I.E.L.D. igazgatójával, Nick Furyval és Natalie-val, aki valójában Natasha Romanoff (avagy a Fekete Özvegy), a szervezet egyik ügynöke. Fury azért küldte a nőt Starkhoz, mert tudták hogy beteg, ugyanis az apja, Howard Stark – aki a S.H.I.E.L.D. egyik alapítója is – egy nagyobb dolog előkészületének szánta az ARC-reaktort. Ennek Anton Vanko is a részese volt, de őt csak a pénz érdekelte, ezért Howard elintézte, hogy kitoloncolják Oroszországba, ott pedig Szibériába száműzték – ezért akar Ivan bosszút állni. Fury Tonyt annak házában tartja, Couson védőőrizete alatt, hogy az apja hátrahagyott dolgai között kutatva keresse meg a gyógyulása kulcsát. Ezt egy kópián találja meg, amiben az apja üzen neki és elmondja, hogy az egész Stark Expót Tonynak készítette. Tony az 1974-es Stark Expo terveinek digitalizálása és átrendezése után rájön, hogy az valójában egy új anyagot rejt, amit később egy prizmás részecskegyorsítóval hoz létre és szintetizál egy háromszög alakú magban.
Ivan azt hazudja Hammernek, hogy a páncélok még nem készek, ezért az Expón nem lehet őket használni. Hammer ettől dühbe gurul és mindent elvesz Ivantól, amit neki adott. Ám amíg Hammer az Expón bemutatja robotjait és főattrakcióként a Hadigépet – a Rhodey által irányított Vasember páncélt – Ivan átprogramozza őket, és mind az irányítása alá kerül. Ezt közli Tonyval is, hogy az Expón végezzen majd vele. Ám Tony az új reaktorával állja a sarat és jó pár robotot sikerül leszednie. Eközben Romanoff kiszedi Hammerből, hogy Ivan áll az egész mögött, ezért Happy segítségével elindul annak gyárához és likvidálják az őrséget – ám Ivan már nincs ott. Romanoff gyorsan újraindítja Rhodey páncélját, aki innentől Tonyval közösen szedi szét a többi robotot, míg meg nem érkezik Ivan, aki újraépítette a páncélját. Tony és Rhodey nagy nehezen legyőzik őt, ám Ivan halála előtt aktiválja az önmegsemmisítőt, amit minden robotban elhelyezett – az egyik ilyen pedig pont Pepper közelében van. Tony gyorsan ott terem és megmenti a nőt, akivel az egyik épület tetején végre megcsókolják egymást.
A film végén Stark egy S.H.I.E.L.D. bázison találkozik Furyval, hogy a Bosszúállókhoz való csatlakozásáról beszéljenek. Romanoff beszámolóját elolvasva kiderül, hogy Vasembert bevennék a csapatba, de Tony viselkedése miatt egyelőre csak tanácsadóként alkalmazzák inkább. Távozása előtt Tony még egy apró szívességet kér Furytól: egy díjátadót, amin a Vasember önállóságát ellenző Stern szenátor tünteti ki őt és Rhodey-t.
A stáblista utáni jelenetben az Új-Mexikóba küldött Coulson egy kráter közelében áll meg autójával. A krátert figyelve a telefonjáért nyúl, amin azt mondja valakinek – vélhetően Furynak – hogy „Megtaláltuk”. A kráter közepén a Mjönir, Thor pörölye található.

## Szereplők
| Színész             | Szerep                                    | Magyar hang          | Leírás |
| ------------------- | ----------------------------------------- | -------------------- | --- |
| Robert Downey Jr.   | Tony Stark / Vasember                     | Fekete Ernő          | A milliárdos, aki egy általa készített páncéllal szökött meg afganisztáni fogságból, most azért küzd, hogy technológiája ne kerüljön a kormány kezébe. |
| Gwyneth Paltrow     | Virginia „Pepper” Potts                   | Major Melinda        | Stark legközelebbi barátja, bimbózó szerelme és üzleti partnere; Pepper a Stark Industries vezérigazgatójává lép elő.                                  |
| Don Cheadle         | James „Rhodey” Rhodes alezredes / Hadigép | Takátsy Péter        | Az Amerikai Egyesült Államok Légierejének tisztje és Tony Stark közeli személyes barátja, aki később a Hadigép páncélt működteti.                      |
| Scarlett Johansson  | Natasha Romanoff / Fekete Özvegy          | Csondor Kata         | A S.H.I.E.L.D. beépített kémje, aki Stark új asszisztensének adja ki magát.                                                                            |
| Sam Rockwell        | Justin Hammer                             | Rajkai Zoltán        | Egy rivális fegyvergyártó cég vezetője. |
| Mickey Rourke       | Ivan Vanko / Ostor                        | Dörner György        | Orosz fizikus és volt fegyenc, aki egy pár ívreaktor-alapú elektromos ostort épít, hogy bosszút álljon a Stark családon.                               |
| Samuel L. Jackson   | Nick Fury                                 | Vass Gábor           | A S.H.I.E.L.D. igazgatója. |
| Jon Favreau         | Happy Hogan                               | Kálid Artúr          | Tony Stark testőre és sofőrje. |
| Clark Gregg         | Phil Coulson                              | Dolmány Attila       | S.H.I.E.L.L.D. ügynök. |
| Leslie Bibb         | Christine Everhart                        | Zsigmond Tamara      | Riporter |
| John Slattery       | Howard Stark                              | Tarján Péter         | Tony apja. |
| Garry Shandling     | Stern szenátor                            | Mertz Tibor          | Egyesült Államok szenátora. |
| Paul Bettany        | J.A.R.V.I.S.                              | Szabó Sipos Barnabás | Stark számítógépe. |
| Evgeniy Lazarev     | Anton Vanko                               | Eredeti nyelv        | Ivan Vanko apja |
| Kate Mara           | Szövetségi rendőr                         | Németh Borbála       | Aki beidézi Tonyt a kormányzati meghallgatásra. |
| Stan Lee            | önmaga                                    | Nem szólal meg       | Összetévesztik Larry Kinggel |
| Christiane Amanpour | önmaga                                    | Kocsis Mariann       | Híradós műsorvezető. |
| Bill O'Reilly       | önmaga                                    | Szokolay Ottó        | Politikai kommentátor. |
| Max Favreau         | Peter Parker                              | Nem szólal meg       | Tony Stark rajongója. |

## Fogadtatás
A Vasember 2 technikai tekintetben kiemelkedő alkotásnak tekinthető, ezt bizonyítja a filmfesztiválokon kapott számos jelölés is.
- Oscar-díj – 2011 – Legjobb vizuális effektusok jelölés
- Szaturnusz-díj – 2011 – Legjobb speciális effektek jelölés
- Motion Picture Sound Editors – 2011 – Legjobb hangvágás jelölés
- Satellite Award – 2010 – Legjobb vizuális effektusok jelölés
- Satellite Award – 2010 – Legjobb hang jelölés

## Érdekességek
- Howard Stark szerepére Tim Robbins is jelölt volt.
- Justin Hammer szerepére Al Pacino is jelölt volt.
- Natasha Romanoff szerepére legelőször Emily Blunt, majd Gemma Arterton, Jessica Biel, Jessica Alba, Natalie Portman, és Angelina Jolie is jelölt volt.
- Natasha Romanoff szerepét végül Scarlett Johansson kapta. Érdekesség, hogy Romanoff haja vörös, a Scarlett pedig skarlátvöröst jelent.[5]
- Elon Musk cameoszerepet játszik a filmben. Ő az, aki felveti Tonynak az elektromos repülő ötletét a bárban a futam alatt.